# Lytopylus
Lytopylus (лат.) — род паразитических наездников из семейства браконид (Braconidae). 

## Распространение
Неарктика и Неотропика, от США до Аргентины.

## Описание
Мелкие перепончатокрылые наездники, длина тела около 5 мм. От прочих отличаются следующими признаками: коготки лапок простые с базальнйо лопастью; мезоскутум нескульптированный и нотаули отсутствуют; жилка RS+Ma переднего крыла не полная; жилка CUb заднего крыла слабая или отсутствует; задние тазиковые полости открыты; 3-й срединный тергит гладкий. Биология малоисследована. Для рода Lytopylus опубликованы данные по связям с растениями только для одного вида: L. unicolor (Shenefelt, 1970) паразитоид гусениц картофельной бабочки Phthorimaea operculella (Zeller, 1873) из семейства Gelechiidae.

## Классификация
Впервые Lytopylus был описан в 1862 году немецким зоологом Иоганном Форстером, но без указания входящих в него видов. Лишь в 1905 году в него включили первый вид Lytopylus azygos Viereck, 1905, который стал его типом. В дальнейшем виды этого таксона несколько десятилетий рассматривались в составе родов Bassus Fabricius, Microdus Nees, Agathis Latreille, Agathellina Enderlein, 1920. Восстановлен из синонимии и выделен в качестве валидного рода в 2009 году. Однако, все таксономические проблемы были решены только в 2016 году с синонимизацией ещё трёх родовых таксонов и переводом из других родов в Lytopylus ещё нескольких видов:
- L. alejandromasisi — L. alfredomainieri — L. anamariamongeae — L. angelagonzalezae — L. azygostypus — L. bicarinatum — L. bicristatus — L. boliviensis — L. bradzlotnicki — L. brasiliense — L. cesarmorai — L. colleenhitchcockae — L. eddysanchezi — L. eliethcantillanoae — L. ericchapmani — L. erythrogaster — L. facetus — L. femoratus — L. flavicalcar — L. gahyunae — L. gisukae — L. gregburtoni — L. guillermopereirai — L. gustavoindunii — L. hartmanguidoi — L. hernanbravoi — L. hokwoni — L. ivanniasandovalae — L. jessicadimauroae — L. jessiehillae — L. johanvalerioi — L. josecortesi — L. luisgaritai — L. macadamiae — L. mariamartachavarriae — L. melanocephalus — L. melleus — L. miguelviquezi — L. mingfangi — L. motohasegawai — L. niger — L. nigrobalteatus — L. okchunae — L. pablocobbi — L. pastranai — L. rebeccashapleyae — L. robertofernandezi — L. robpringlei — L. rogerblancoi — L. salvadorlopezi — L. sandraberriosae — L. sangyeoni — L. sarahmeierottoae — L. sergiobermudezi — L. sigifredomarini — L. spinulatus — L. tayrona — L. vaughntani — L. youngcheae